# Phim gián điệp
Phim gián điệp (tiếng Anh: Spy film) liên quan đến chủ đề gián điệp hư cấu theo một cách thực tế (như những tác phẩm chuyển thể của John le Carré) hoặc làm cốt lõi cho mảng kỳ ảo (như nhiều phim điện ảnh của James Bond). Rất nhiều tiểu thuyết thuộc dòng gián điệp viễn tưởng (spy fiction) từng được chuyển thể thành phim điện ảnh, bao gồm các tác phẩm của John Buchan, John le Carré, Ian Fleming (James Bond) và Len Deighton. Đây là một khía cạnh quan trọng trong Điện ảnh Anh Quốc, khi những đạo diễn hàng đầu của Anh Quốc như Alfred Hitchcock và Carol Reed có những đóng góp nổi bật và nhiều bộ phim lấy bối cảnh trong Cục Tình báo mật Anh Quốc.
Dòng phim gián điệp mô tả những hoạt động gián điệp của các cơ quan chính phủ và nguy cơ bị kẻ thù của họ phát hiện. Từ những phim gián điệp giật gân về Đức quốc xã vào thập niên 1940 đến những bộ phim James Bond vào thập niên 1960, cho tới những tác phẩm bom tấn công nghệ cao ngày nay, dòng phim gián điệp luôn được khán giá trên toàn thế giới ưa chuộng. Với sự kết hợp giữa khuynh hướng thoát ly thực tế, yếu tố hồi hộp về mặt công nghệ và bối cảnh ngoại quốc, phim gián điệp còn dung hòa các yếu tố hành động và khoa học viễn tưởng, giới thiệu những anh hùng được phác họa rõ ràng để khán giá nắm bắt và các phản diện bị họ ghét. Chúng còn liên quan đến yếu tố chính trị giật gân.
James Bond là dòng phim gián điệp nổi tiếng nhất, nhưng cũng có nhiều tác phẩm điều tra theo hướng nghiêm túc hơn như The Spy Who Came in from the Cold của le Carré; phim lấy bối cảnh vào thời Chiến tranh Lạnh. Khi chiến tranh Lạnh kết thúc, phản diện mới nhất trở thành khủng bố và thường liên quan đến Trung Đông.